# 築地村 (新潟県)
築地村（ついじむら）は、かつて新潟県北蒲原郡にあった村。

## 沿革
- 1889年（明治22年）4月1日 - 町村制施行に伴い北蒲原郡築地村、築地新村、下高田村、中村浜、笹口浜、高畑村、宮瀬村、山王村、高野村新田の区域を以って北蒲原郡築地村が発足。
- 1903年（明治36年）11月1日 - 北蒲原郡堀切村の一部を編入。
- 1955年（昭和30年）
  - 3月25日 - 村域の一部を北蒲原郡紫雲寺村に編入。
  - 3月31日 - 北蒲原郡松塚村の一部を編入。
- 1967年（昭和42年）1月1日 - 北蒲原郡中条町に編入。同日築地村廃止。

## 学校

### 小学校
- 築地村立築地小学校
- 築地村立高浜小学校
- 築地村立竹嶋小学校
- 築地村立村松浜小学校

### 中学校
- 築地村立築地中学校